# Nombre leptònic
En física d'altes energies, el nombre leptònic és el nombre de leptons menys el nombre de antileptons.
En forma d'equació,
{\displaystyle L=n_{\ell }-n_{\overline {\ell }}}
així, tots els leptons tenen assignat el valor de +1, antileptons -1, i les partícules no leptons 0. El nombre leptònic (de vegades anomenat també càrrega leptònica) és un nombre quàntic additiu, això significa que la seva suma és preservada en interaccions (l'oposat als nombres quàntics multiplicatius com la paritat, on el producte es preserva).
A banda del nombre leptònic, existeix la família de nombres leptònics individuals, definits com a:
- El nombre electrònic  {\displaystyle L_{e}} per a l'electró i l'electró-neutrí;
- El nombre muònic  {\displaystyle L_{\mu }} per al muó i el neutrí muònic;
- El nombre tauònic  {\displaystyle L_{\tau }} per al leptó tau i el neutrí tauònic;

amb el mateix esquema d'assignació que el nombre leptònic:+1 per a partícules de la família corresponent, -1 per a les antipartícules, i 0 per a leptons d'altres famílies o partícules no leptons.

## Lleis de conservació de nombres leptons
Molts models, incloent-hi el model estàndard de la física de partícules, sovint assumeixen la conservació del nombre leptònic: el nombre leptònic es manté constant a través de la interacció. Per exemple, en la desintegració beta:
{\displaystyle {\begin{matrix}&n&\rightarrow &p&+&e^{-}&+&{\overline {\nu }}_{e}\\L:&0&=&0&+&1&-&1\end{matrix}}}
El nombre leptònic abans de la reacció és 0 (el neutró, n , és un barió i, per tant, no hi ha leptons anteriors), mentre que el nombre leptònic després de la reacció és 0 per al protó,+1 per l'electró (un leptó), -1 per a l'antineutrí (un antileptó). Així el nombre leptònic és zero també després de la desintegració, i es conserva.
La família de nombre de leptons apareix del fet que el nombre leptònic és usualment conservat a cada família leptònica. Per exemple, gairebé el 100% del temps de desintegració d'un muó és:
{\displaystyle {\begin{matrix}&\mu &\rightarrow &e^{-}&+&{\overline {\nu }}_{e}&+&\nu _{\mu }\\L:&1&=&1&-&1&+&1\\L_{e}:&0&=&1&-&1&+&0\\L_{\mu }:&1&=&0&+&0&+&1\end{matrix}}}
així preservant els nombres electrònics i muònics. Això vol dir que hi ha una llei de conservació per a cadascunː {\displaystyle L_{e}}, {\displaystyle L_{\mu }} i {\displaystyle L_{\tau }}.

## Violacions de la llei de conservació del nombre leptònic
Al model estàndard, el nombre de la família leptònica (LF per les seves sigles en anglès) pot ser preservat si els neutrins no tenen massa. No obstant això, pel fet que els neutrins tenen una massa diferent de zero, l'oscil·lació de neutrins ha estat observada i les lleis de conservació per LF són per ara només aproximades. No obstant això, la conservació del nombre leptònic pot encara mantenir-se (segons el model estàndard). Així, és possible veure una desintegració rara d'un muó com:
{\displaystyle {\begin{matrix}&\mu &\rightarrow &e^{-}&+&\nu _{e}&+&{\overline {\nu }}_{\mu }\\L:&1&=&1&+&1&-&1\\L_{e}:&0&\neq &1&+&1&+&0\\L_{\mu }:&1&\neq &0&+&0&-&1\end{matrix}}}
Ja que la llei de conservació del nombre leptònic és violada per la anomalia quiral, hi ha problemes aplicant aquesta simetria universalment en totes les escales energètiques. No obstant això, el nombre quàntic B - L és més genèric i apareix en diferents models com el model de Pati-Salam.